# Центральный (стадион, Тараз)
Стадион «Центральный» (каз. Орталық стадион) — стадион в городе Тараз.

## История
По многочисленным источникам стадион «Центральный» был построен на картофельных плантациях в период с 1936 по 1939 года — это была спортивная площадка, просто огороженным глиняным дувалом. Называлось поле «Спартак».
В 1948 году председатель областного совета спортобщества «Динамо» Уршанский провёл первую полную реконструкцию стадиона. Дувал снесли, трибуны построили из кирпича и самана, лавки установили деревянные, из досок. Для ворот использовали брёвна из воинской части, которые сплавили по каналу, а выловили их возле ресторана «Восток». Так город получил первый стадион, а Уршанский — звание «Отличник физической культуры СССР». Да и стадион переименовали в «Динамо». Под этим названием он просуществовал до 1971 года.
До 1975 года стадион назывался «Строитель», но с развитием в регионе химической промышленности началась вторая капитальная реконструкция Центрального стадиона, трибуны увеличились до 16 тысяч зрителей, а стадион получил новое имя — «Химик».
Очередная реконструкция стадиона в Таразе была проведена в 2002 году, в рамках подготовки к празднованию двухтысячелетия Тараза. Появились пластиковые сиденья, из-за чего количество сидячих мест сократилось с 16 тысяч до 15 527.
Рекорд посещаемости матчей жамбылцами был зафиксирован в 1988 году, когда на Центральный стадион Тараза пришли 25 тыс. человек поддержать джамбульскую команду «Химик» в матче против усть-каменогорского «Востока». Люди стояли в проходах трибун и на беговой дорожке.
В 2004 году на Центральный стадион Тараза принял финал Кубка страны.

## Матчи
3 октября 1950 года стадион впервые принял матч кубка СССР между командами «Динамо» (Джамбул) — «Нефтяник» (Баку). В присутствии 10 000 зрителей победили гости (1:2).
27 апреля 1961 года предшественник нынешнего футбольного клуба «Тараз» команда «Металлист» на стадионе провела первый официальный матч в Чемпионате СССР, против «Металлурга» (Рустави), но в упорной борьбе проиграла гостям со счетом 2:3.
2 ноября 1980, 10 сентября 1981 и 15 сентября 1982 года «Химик» на стадионе проводил товарищеские матчи со сборными стран социалистического лагеря:  Вьетнам (2:0),  Лаос (5:1) и  КНДР (1:3).
4 сентября 1991 года «Химик» в 1/16 финала кубка СССР—СНГ в присутствии 20 000 зрителей победил «Днепр» (Днепропетровск) (1:0).
С 1992 года на стадионе проводятся матчи чемпионата и кубка Казахстана.
В 1994 году на стадионе состоялись матчи кубка кубков Азии
| Стадия                | Дата           | Матч                  | Результат | Результат |
| --------------------- | -------------- | --------------------- | --------- | --------- |
| предварительный раунд | 25 июля 1994   | Тараз— Алай           | 8:1       |           |
| предварительный раунд | 27 июля 1994   | Тараз— Пахтакор       | 3:0       |           |
| предварительный раунд | 29 июля 1994   | Тараз— Равшан         | 8:1       |           |
| предварительный раунд | 2 августа 1994 | Тараз— Мерв           | 8:1       |           |
| второй раунд          | 23 ноября 1994 | Тараз— Фулад Хузестан | 1:0       |           |

11 ноября 2004 года стадион принял финал кубка Казахстана, в котором «Тараз» в присутствии 12 500 зрителей победил алма-атинский «Кайрат-Алматы КТЖ» (1:0).